# Instance équité et réconciliation
Ne doit pas être confondu avec Égalité et Réconciliation.
Pour les articles homonymes, voir IER.
L'Instance équité et réconciliation (IER) est un organisme marocain mis en place le 12 avril 2004 par le roi Mohammed VI, chargée de faire la lumière sur les violences commises par le régime de son père, le roi Hassan II, à l’égard de ses opposants durant les années de plomb.

## Histoire
C’est en 1965, année de l’enlèvement de Mehdi Ben Barka, que commencent véritablement les années de plomb : procès politiques de la presse à la fin des années 1960, grèves ouvrières (1968-1971), estudiantines (1969-1973) et deux coups d’État tentés par l’armée contre la personne du roi Hassan II (1971-1972), avec procès et exécution des conjurés. La période qui suit sera le théâtre d’une grande répression contre l'opposition de gauche et de l’armée, mais la torture et les disparitions concernent également tous ceux qui, considérés comme dangereux et irrécupérables, se situent en dehors de l’aire d’influence de la monarchie.
Leurs profils diffèrent : militaires ayant participé de près ou de loin aux coups d’État, ou gauchistes rêvant peut-être d’instaurer une république plus juste et plus adaptée à la modernité politique. Plus tard, cette violence d’État a aussi fait des victimes dans les rangs de tous ceux qui, Marocains ou Sahraouis, étaient susceptibles d’avoir douté du caractère marocain du Sahara occidental. Les islamistes n’ont pas été davantage épargnés lorsqu’ils se situaient en dehors du système politique.
Durant ces années, peu de choses transparaissaient. Ce n’est qu’après la libération de certaines victimes que les opinions marocaine et internationale ont été informées. En 2000, la publication, sous forme de feuilleton, des mémoires d’un survivant du bagne de Tazmamart renseigne sur les conditions de détention et de torture. La parution du livre d’Ahmed Marzouki "Tazmamart cellule 10", révèle un changement important dans le pays. Les années noires ne sont plus condamnées à l’oubli et au silence : anciennes victimes et opinion les affrontent volontiers, et le pouvoir ne censure pas les témoignages écrits.

## L'organisme
La mission de l’IER a été d’établir la vérité sur les violations graves des droits de l’homme intervenues au Maroc entre 1956 et 1999, de procéder à la réhabilitation (dont l’indemnisation) des victimes, d’analyser les causes institutionnelles des violations et de proposer des réformes pour garantir la non répétition de ces violations.
L’IER a organisé des auditions publiques des victimes retransmises à la radio et à la télévision publiques, où les victimes sont appelées à témoigner librement de leurs souffrances, sans pour autant nommer leurs tortionnaires organisé des séminaires de réflexion en concertation avec les groupements de victimes, les intellectuels et l’ensemble des acteurs de la société civile marocaine. Elle a par ailleurs élaboré une nouvelle approche de la réparation due aux victimes[réf. à confirmer].
Entre autres objectifs, trois missions se rapportant à l’Histoire et à la Mémoire ont ainsi été assignées à l’IER:
1. Etablir la vérité sur les violations graves des droits de l’Homme intervenues au Maroc entre 1956 et 1999, afin de satisfaire le droit à la vérité due aux victimes et à leurs ayants droit
2. Expliquer le contexte des dites violations, c’est-à-dire les causes institutionnelles, socioéconomiques, politiques, juridiques et légales qui sont à l’origine de ces violations, en vue de réfléchir sur les garanties de non répétition
3. Préserver la mémoire, cette préservation étant considérée comme une des modalités d’éducation à la citoyenneté.

L’IER a achevé sa mission en novembre 2005 par la remise au roi Mohammed VI de son rapport final, qui a été rendu public. Celui-ci a ensuite confié au Conseil Consultatif des Droits de l’Homme (CCDH) la mission de veiller au suivi de la mise en œuvre de l’ensemble des recommandations de l’IER. C'est dans ce cadre que le CCDH a mis en place un groupe de travail chargé du suivi de la mise en œuvre des recommandations de l’IER dans le domaine des archives, de l’Histoire et de la préservation de la mémoire, composé d’une quinzaine d’historiens et de spécialistes marocains en sciences humaines.
Il a par ailleurs joué un rôle déterminant dans le processus d’adoption d’une nouvelle loi moderne sur les archives, qui a été adoptée durant les derniers jours de la législature précédente, en juillet 2007. La nouvelle loi prévoit la création d’un établissement public dénommé “Archives du Maroc” pour veiller à la mémoire du Maroc et gérer les archives publiques et privées ayant un intérêt général. “Archives du Maroc” sera habilité à collecter, inventorier, classer, conserver, préserver et mettre à la disposition du public les archives publiques définitives venant des administrations publiques après une procédure établie de tri. Les archives publiques seront consultables 30 ans après leur création dans la plupart des cas. Cependant, la loi n’a pas encore été suivie des règlements d’application y afférentes qui la rendraient effective.